# Stazione di Coronella
Stazione di Coronella vasútállomás Olaszországban, Poggio Renatico település Coronella frazionéjában.

## Vasútvonalak
Az állomást az alábbi vasútvonalak érintik:
- Padova–Bologna-vasútvonal

## Kapcsolódó állomások
A vasútállomáshoz az alábbi állomások vannak a legközelebb:
- Stazione di Poggio Renatico
- Stazione di Ferrara